# Oorlog en vrede (boek)
Oorlog en vrede (Russisch: Война и Мир, Vojna i Mir, voor alfabetische hervorming: Война и Миръ) is een roman van de Russische schrijver Leo Tolstoj die gaat over de oorlogen tussen Rusland en Frankrijk onder Napoleon (1805-1814), zoals die werden ervaren door vijf aristocratische families in Sint-Petersburg en Moskou.

## Historische achtergrond
Toen Lev Tolstoj aan Oorlog en vrede begon, was hij van plan een boek te schrijven over de oorzaken van de Dekabristenopstand tegen tsaar Nicolaas I in 1825. Tijdens zijn studie hiernaar raakte hij echter steeds verder terug in de tijd en meende hij zelfs de oorzaken van de Franse inval in Rusland te moeten beschrijven. Uiteindelijk week Tolstoj volledig af van zijn oorspronkelijke opzet. Hoewel de figuur van Andrej Bolkonski duidelijk geïnspireerd is door de dekabrist Sergej Volkonski, wordt uiteindelijk alleen in de epiloog vermeld dat de zoon van Bolkonski tot de groep Dekabristen gaat behoren.
In het boek beschrijft Tolstoj uitgebreid de veldslagen van de Grande Armée, vooral de slag bij Borodino, waarbij de voornaamste Russische karakters, namelijk Pierre en Andrej aanwezig zijn. 
Tolstoj las brieven, tijdschriften, autobiografische en biografische werken van en over de historische figuren die hij in de roman beschrijft, vooral Napoleon en Koetoezow. Hierdoor kon de auteur het echte karakter van deze figuren weergeven. Er zijn 160 historische figuren in de roman "Oorlog en Vrede".

## Synopsis
Het verhaal draait om de adellijke families Bezoechov, Bolkonski en Rostov en beschrijft het leven van deze families tegen de achtergrond van de oorlogen tegen Frankrijk, eerst onder aanvoering van tsaar Alexander I, later onder aanvoering van maarschalk Michail Koetoezov en zijn generaals Michail Barclay de Tolly en Pjotr Bagration. Het verhaal wisselt beschrijvingen van het leven bij de adellijke families thuis af met uitvoerige beschrijvingen van de veldslagen.
Prins Andrej Bolkonski dient in het leger als officier. Als bij de geboorte van zijn zoon zijn vrouw overlijdt, kan hij het niet opbrengen om bij zijn familie te blijven. Hij neemt deel in diverse grote veldslagen, waarbij hij de dood meermalen in de ogen ziet.
Pierre Bezoechov is een feestbeest met slechte vrienden en de bastaardzoon van een graaf, die op sterven ligt. Op de soirée van Anna Pavlowna, een hofdame van de keizerin is hij door zijn liberale ideeën een buitenbeentje. Zijn goede vriend Andrej Bolkonski tikt hem daarvoor op de vingers. Zijn onverwachte erfenis, na het overlijden van zijn vader, een graaf met een groot fortuin maakt hem echter sociaal wenselijk: ineens is Pierre schatrijk.
Graaf Pyotr Kirillovich ("Pierre") Bezoechov is een van de centrale figuren van de roman en de stem van Tolstoj's eigen wereldbeeld en innerlijke strijd. Pierre heeft een opleiding in het buitenland genoten en kent de Franse cultuur. Pierre komt echter terug naar Rusland met het gevoel een buitenstaander te zijn, omdat hij automatisch wordt beschouwd als een jacobijn of een aanhanger van Napoleon. Omwille van zijn geld wordt hij een veelgevraagd man in adellijke sociale kringen. 
Hij trouwt met de intrigante Helena Koeragina. Pierre komt vervolgens tot bezinning over zijn levenswijze. Hij sluit zich aan bij de vrijmetselaars. Na het aanschouwen van de slag bij Borodino keert hij te voet terug naar Moskou, waar hij later gevangengenomen wordt door de Fransen. Uiteindelijk wordt hij bevrijd door de Russen, waarna hij Natasja en Andrej weer ontmoet. Later zal hij met Natasja trouwen.
Natasja Rostova is een jong meisje uit een verarmd geslacht van Russische landadel. Haar vader hoopt, door haar uit te huwelijken aan Andrej Bolkonski, met de bruidsschat de familiebezittingen te kunnen behouden. Natasja wordt verliefd op Bolkonski en verlooft zich met hem. Ze wordt echter verleid door Anatole Koeragin en beëindigt de verloving met Bolkonski. In de slag bij Borodino raakt Andrej zwaargewond. 
Vluchtend voor de Fransen uit Moskou neemt de familie Rostov Andrej mee. Natasja verzorgt Andrej en hun relatie herstelt zich. Andrej sterft echter aan zijn verwondingen. Natasja wordt daarna verliefd op Pierre Bezoechov, die inmiddels door de Russen bevrijd is. Pierres vrouw Helena is intussen gestorven en Natasja en Pierre trouwen niet veel later.

## Andere versies
Er zijn verschillende versies van het boek in omloop. Ze verschillen sowieso in lengte en het gebruik van de Franse taal in dit Russische boek. In zijn eerste opgeleverde versie, de oerversie, met minder filosofische uitweidingen, overleeft vorst Andrej de Slag bij Borodino. Deze versie, die Tolstoj aanvankelijk de titel 'Eind goed, al goed' meegaf, eindigt met een dubbelhuwelijk van Natasja en Pierre enerzijds en de zus van Andrej (prinses Marja) met broer van Natasja (Nikolaj) anderzijds.

## Bedoeling van Tolstoj met het boek
Tolstoj heeft met zijn boek Oorlog en vrede niet een roman in de gebruikelijke betekenis van het woord willen schrijven. Evenmin heeft hij een geschiedenisboek willen schrijven. Dit blijkt uit zijn persoonlijke nawoord in het boek.
De roman Oorlog en vrede vertoont niettemin veel elementen van de beide genoemde genres. Hoewel de in de roman figurerende karakters en hun belevenissen grotendeels fictief zijn, zijn de beschrijvingen van de veldslagen en van de politieke situatie zo nauwkeurig mogelijk weergegeven, zij het dat Tolstoj die beschrijft in zijn persoonlijke visie. Met name voor en na de grote veldslagen vinden we uitgebreide analyses. Naar de overtuiging van Tolstoj zijn de belangrijke gebeurtenissen in de wereldgeschiedenis en uit ons persoonlijke leven voorbestemd en onveranderlijk. In geen van zijn werken komt dit duidelijker naar voren dan in Oorlog en vrede.
Waarom veroverde Napoleon bijna heel Europa en vond daarbij betrekkelijk weinig tegenstand? Waarom trok Napoleon daarna, zonder duidelijke militaire reden, zijn troepen weer plotseling terug uit Rusland? Over zijn antwoorden op deze en andere vragen – waarover door historici doorgaans anders gedacht werd dan door Tolstoj – legt Tolstoj in Oorlog en vrede verantwoording af. Hij heeft dan ook vijf jaar onafgebroken aan het boek gewerkt (zie weer zijn nawoord).
De gebeurtenissen uit de levens van de hoofdfiguren gingen zoals ze gegaan zijn, omdat volgens Tolstoj er geen ander verloop denkbaar was. Met name het leven van Pierre vertoont een duidelijke lijn. 
Tolstojs betoogt dat de massa's het verloop van de geschiedenis bepalen, niet individuen zoals generaals die tactische beslissingen nemen. Napoleon begaat de te verwachten misrekening door zijn hoogmoed, ongeduld en rationalisme met de inname van Moskou.

## De Russische kijk op Europa
In 1805, ruim 60 jaar voor het verschijnen van Oorlog en vrede, geeft een van de hoofdpersonen, Anna Pavlovna Scherer, in haar salon aan het begin van het boek een perfecte samenvatting van de gedachten van haar salongangers. Napoleon is dan nog ver weg. Deze invalshoek wordt ook door andere grote Russische schrijvers zoals Fjodor Dostojevski en Anton Tsjechov gedeeld.

Rusland moet Europa redden, Rusland alleen.

## Invloed
De roman Oorlog en vrede heeft een grote invloed op de Russische literatuur. Vooral de figuur van Natasja Rostova wordt beschouwd als een van de sterke Russische vrouwen in de literatuur, samen met Tatjana uit Jevgeni Onegin van Aleksandr Poesjkin.
Ook op de Nederlandstalige literatuur was er een duidelijke invloed, zoals in het werk van Stijn Streuvels, die Tolstoi zeer bewonderde. Streuvels deed zelfs een poging om Russisch te leren als autodidact.

## Nederlandse vertalingen
- 1887 - Titia van der Tuuk (1854–1939), Arnhem, uitgeverij Gouda Quint. Eerste Nederlandse vertaling gebaseerd op de eerste Franse vertaling uit 1884 en de eerste Duitse vertaling uit 1885/86.[3]
- 1946 - Karel Vertommen
- 1949 - Abraham Elias Boutelje (1894-1943). Eerste vertaling uit het Russisch. Tussen 1949 en 1973 in uiteenlopende edities uitgegeven door onder meer Van Loghum Slaterus (Arnhem), Reinaert (Brussel), Nederlandse Boekenclub (Den Haag) en L.J. Veen (Wageningen).
- 1966 - René de Vries, Amsterdam, Van Oorschot
- 2005 - Peter Zeeman en Dieuwke Papma, uitgave Ambo, ISBN 90 263 1772 7
- 2006 - Yolanda Bloemen en Marja Wiebes, uitgave G.A. van Oorschot, ISBN 978-90-282-4151-0

## Verfilmingen
De roman is meerdere keren verfilmd. De meest belangwekkende zijn de Hollywoodversie uit 1956 met Audrey Hepburn als Natasja, en de versie uit 1967 van Sovjetregisseur Sergej Bondartsjoek. In 1972 is het boek bewerkt tot een televisieserie door de BBC. In die versie (die 15 uur duurt) wordt de rol van Pierre Bezoechov gespeeld door de Britse acteur Anthony Hopkins.
War and Peace (2007): een coproductie uit Rusland, Frankrijk, Duitsland, Polen en Italië. In 2016 brengt de BBC onder de titel 'War and Peace' een zesdelige adaptatie uit geschreven door Andrew Davies en geregisseerd door Tom Harper met hoofdrollen van o.a. Paul Dano, James Norton en Lily James.